# 古达省

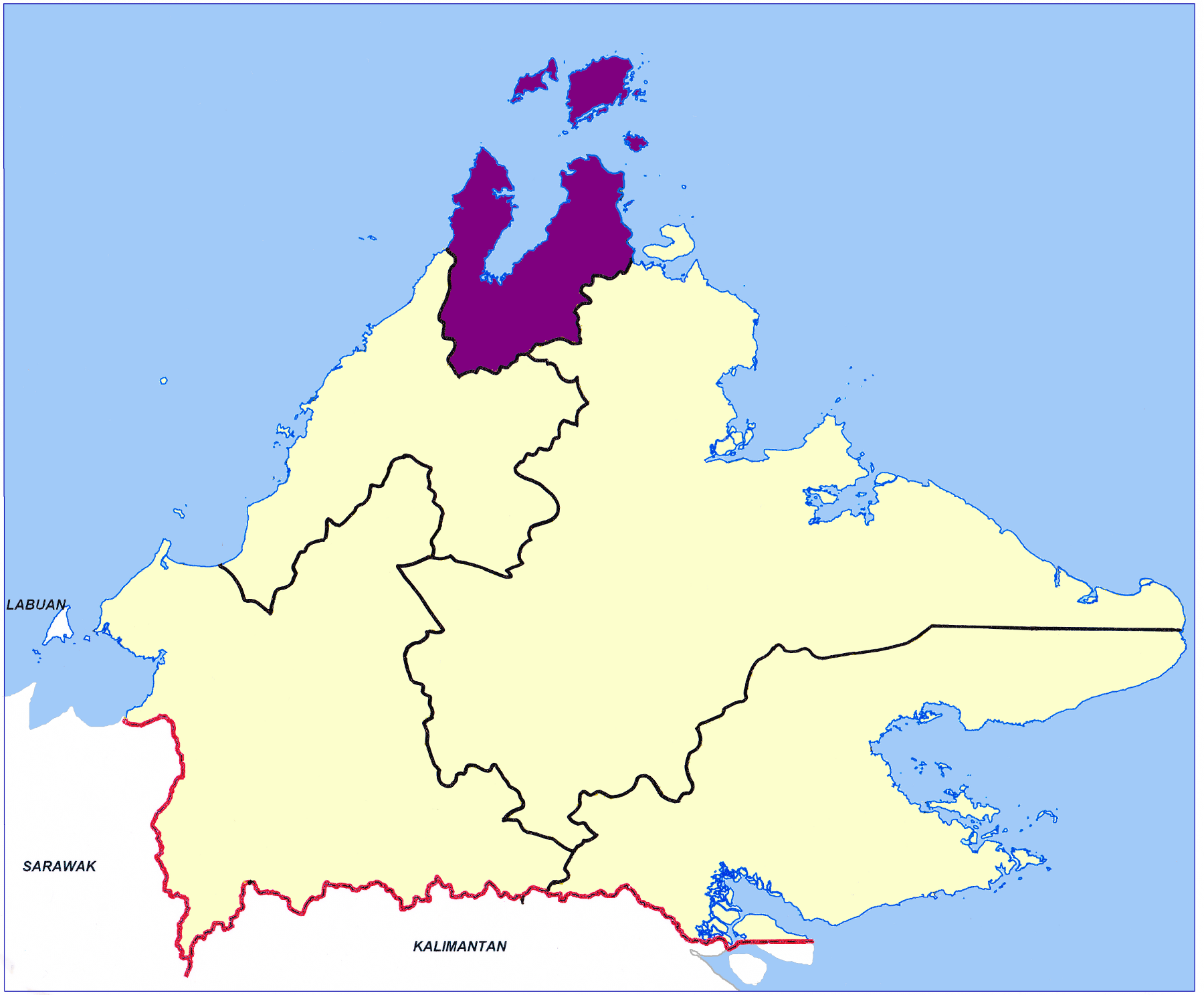
古達省位置圖

古達省是馬來西亞沙巴州五個省份之一，位於該州北部，北向菲律賓巴拉巴克島，東臨蘇祿海，西臨南海。另外邦耳島和巴蘭邦岸島皆屬本省。
面積4,623平方公里，2000年人口157,937人。下辖三县（古達、哥打馬魯都、必達士）。